# Tierras bajas occidentales

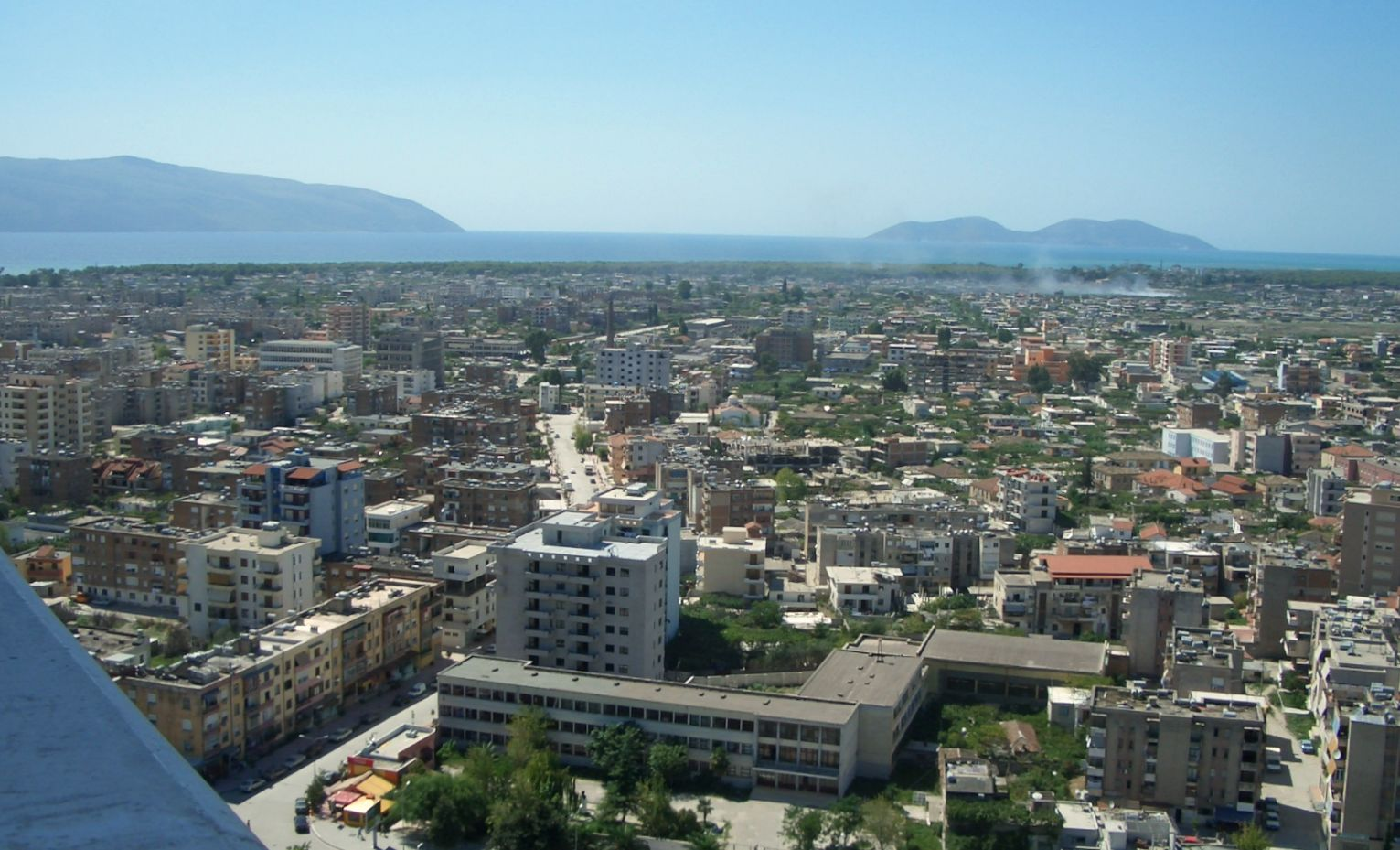
Ciudad de Vlorë, en la costa del sur de Albania

Tierras bajas occidentales (en albanés: Ultësira Bregdetare o bien Ultësira Perëndimore) es una región geográfica del oeste del país europeo de Albania constituida por llanuras y tierras bajas. Es una de las cuatro áreas geográficas de Albania, siendo las otras el sistema montañoso meridional, el sistema montañoso septentrional (albanés: Krahina Malore Veriore) (la parte albanesa de Prokletije), y el sistema montañoso Central, (albanés: Krahina Malore Qendrore).
La llanura más extensa en las tierras bajas es la planicie de Myzeqe.